# آیرونکلاد مندز نونیز
آیرونکلاد مندز نونیز (به انگلیسی: Spanish ironclad Méndez Núñez) یک کشتی بود که طول آن ۷۲٫۵ متر (۲۳۷ فوت ۱۰ اینچ) بود. این کشتی در سال ۱۸۶۱ ساخته شد.